# Terry Lightfoot
Terry Lightfoot (21 de mayo de 1935 – 15 de marzo de 2013)  fue un clarinestista y director de orquesta británico que, junto a Chris Barber, Acker Bilk y Kenny Ball conformó el núcleo principal del movimiento Hot jazz en el Reino Unido.

## Biografía
Lightfoot nació en Potters Bar, Middlesex en 1935 donde comenzó a iniciarse en el mundo de la música cantando canciones populares en un grupo amateur durante su etapa escolar. En 1949 England. He started his musical career as a vocalist during school life, singing popular songs with a small amateur variety group. In 1949 se inició en el jazz mientras esutudiaba en el Enfield Grammar School en Enfield (Londres). Cambió la trompeta por el clarinete para completar la formación de la banda de Dixieland de unos amigos y tras dejar la escuela formó su propio conjunto, Green Stompers.
En 1955, fundó la Terry Lightfoot's New Orleans Jazzmen. Consiguieron tres éxitos menores en la lista de éxitos británica UK Singles Chart en 1961 y 1962, "True Love", "King Kong" y "Tavern in the Town". La banda tuvo actuaciones regulares los domingos por la noche en el Wood Green Jazz Club.
Lightfoot falleció en Milton Keynes el 15 de marzo de 2013, debido a un cáncer de próstata.